# Prenolepis melanogaster
Prenolepis melanogaster är en myrart som beskrevs av Carlo Emery 1893. Prenolepis melanogaster ingår i släktet Prenolepis och familjen myror.

## Underarter
Arten delas in i följande underarter:
- P. m. carinifrons
- P. m. melanogaster